# Vanuatuwaaierstaart
De vanuatuwaaierstaart (Rhipidura spilodera) is een zangvogel uit de familie Rhipiduridae (waaierstaarten). 

## Taxonomie
De vogel werd in 1870 door de Britse vogelkundige   George Robert Gray als aparte soort beschreven. Lange tijd werd dit taxon beschouwd als een ondersoort van de zogenaamde "gevlekte waaierstaart" waarin ook de fijiwaaierstaart (R. layardi  met twee ondersoorten) en de Nieuw-Caledonische waaierstaart (R. verreauxi) als ondersoorten.

## Herkenning
De boven genoemde vogelsoorten lijken sterk op elkaar, ze zijn 17 cm lang en hebben allemaal een gestreepte (of gevlekte) borst. De vogels zijn van boven overwegend grijsbruin en hebben een witte wenkbrauwstreep.

## Verspreiding en leefgebied
Deze soort komt voor op de: Bankseilanden, noordelijk en midden Vanuatu. De leefgebieden liggen in natuurlijk tropisch bos en in montaan subtropisch bos.